# Ramon Guillem Alapont
Ramon Guillem Alapont (Catarroja, Horta Sud, 2 de juny de 1959 - 20 de setembre de 2024) fou un poeta i bibliotecari valencià.
Llicenciat en Geografia i Història per la Universitat de València, treballà com a bibliotecari i tècnic d'arxius a la Biblioteca Municipal de Catarroja. Fou membre de l'entitat de gestió de drets reprogràfics CEDRO i ha estat vicepresident de l'AELC al País Valencià (2005-2013). Fou un dels fundadors de la revista literària Daina (1986-1994). El juny de 2024 fou homenatjat a València per l'AELC. També rebé, postumament, el Premi Plaça del Llibre 2024.

## Obres

### Poesia
- Primera ausencia. València: EACU de Filologia-Universitat de València, 1980.
- D'on gran desig s'engendra. Epíleg de Vicent Alonso. València: Federació d'Entitats Culturals del País Valencià, 1985. Premi Vila d'Alaquàs, 1984.
- L'hivern remot. València: Gregal, 1987; València: Brosquil, 2001.
- Les ombres seduïdes. Alzira: Bromera, 1990.
- Aiguamolls. Mislata: Ajuntament de Mislata, 1991.
- Terra d'aigua. Barcelona: Edicions 62, 1993. (Premi Ausiàs March, 1992 i Premi Crítica Serra d'Or de poesia, 1994)
- L'íntima realitat: antologia 1981-1996. València: Set i Mig, 1998.
- Solatge de sols. Alzira: Bromera, 1999.
- Maregassa, Barcelona: Proa, 2002.
- Celebració de la mirada. València: Eliseu Climent, 2005. Premi Vicent Andrés Estellés-Premis Octubre 2004.
- Abisme i ocell. Alzira: Bromera, 2010. Premi Vicent Andrés Estellés, Burjassot 2009.
- La set intacta. Lleida: Pagès, 2014. XVI Premi Maria-Mercè Marçal.[2]
- La febre dels dies. Alzira: Bromera, 2018. Premi Maria Beneyto-XXXV Premis Ciutat de València.
- Fugaç. Alzira: Bromera, 2019. Premi València-Alfons el Magnànim.
- El llamp en la lluerna. Catarroja: Perifèric, 2022.
- Carn d’oblit. Alzira: Bromera, 2025. Premi Ibn Hafaja-Ciutat d'Alzira 2024.

### Prosa autobiogràfica
- La cambra insomne, València: Eliseu Climent, 1992, col. "Narratives 3i4" 33.
- Com l'angèlica, Pollença: El Gall Editor, 2008.
- Foc de magranes. De literatura, d'altres arts i de biblioteques. València: Vincle, 2024.

### Narrativa
- Ahir van ploure granotes. Alzira: Bromera, 1997.
- A foc lent. Alzira: Bromera, 2004. Premi de Literatura Eròtica La Vall d'Albaida.
- Una nit entre les nits. Catarroja: Perifèric, 2006.

### Narrativa juvenil
- El país dels dos sols. Alzira: Bromera, 1992; 2013, 7a ed.
- Aventures a la cort del rei Punt. Benifaió: Baula-Edelvives, 1998; 2004, 2a ed,, 4a reimp.

### Assaig
- La tasca valencianista de Pascual Asins i Lerma. Catarroja: Ajuntament de Catarroja, 1984. Premis Vila de Catarroja, 1983.